# Candelabrochaete magnahypha
Candelabrochaete magnahypha är en svampart som först beskrevs av Edward Angus Burt, och fick sitt nu gällande namn av Harold H. Burdsall 1984. Candelabrochaete magnahypha ingår i släktet Candelabrochaete och familjen Phanerochaetaceae.   Inga underarter finns listade i Catalogue of Life.